# MTVA
Médiaszolgáltatás-támogató és Vagyonkezelő Alap (MTVA) je maďarská státní mediální skupina, zřízená 1. ledna 2011. Spadají pod ní čtyři veřejnoprávní média: Magyar Rádió (rozhlas), Magyar Televízió (televize), Duna Televízió (televize Duna) a Magyar Távirati Iroda (tisková agentura).

## Média

### Duna Médiaszolgáltató
Duna Médiaszolgáltató provozuje 7 celoplošných televizních stanic a 7 rozhlasových stanic:

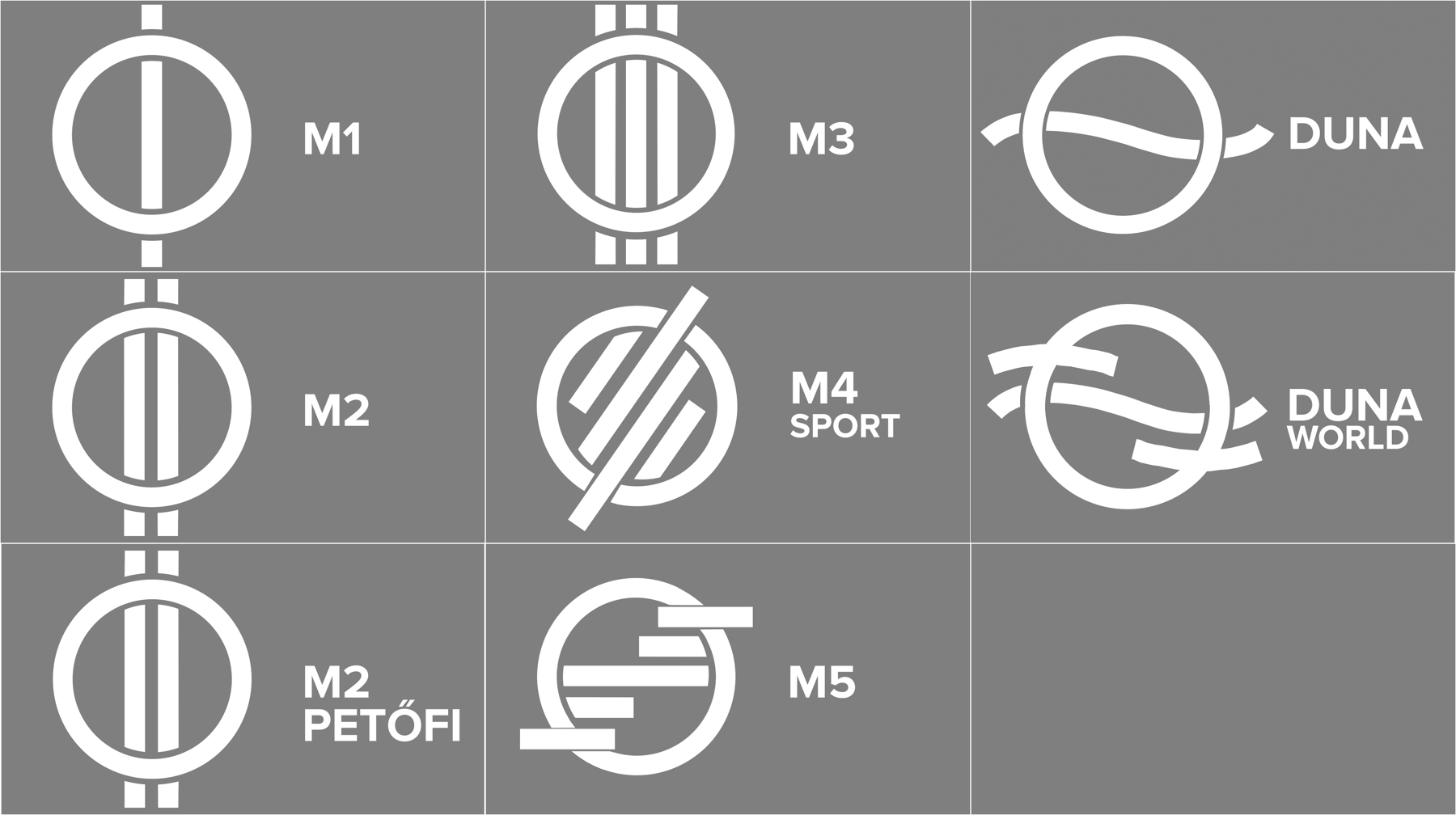
Loga stanic MTVA

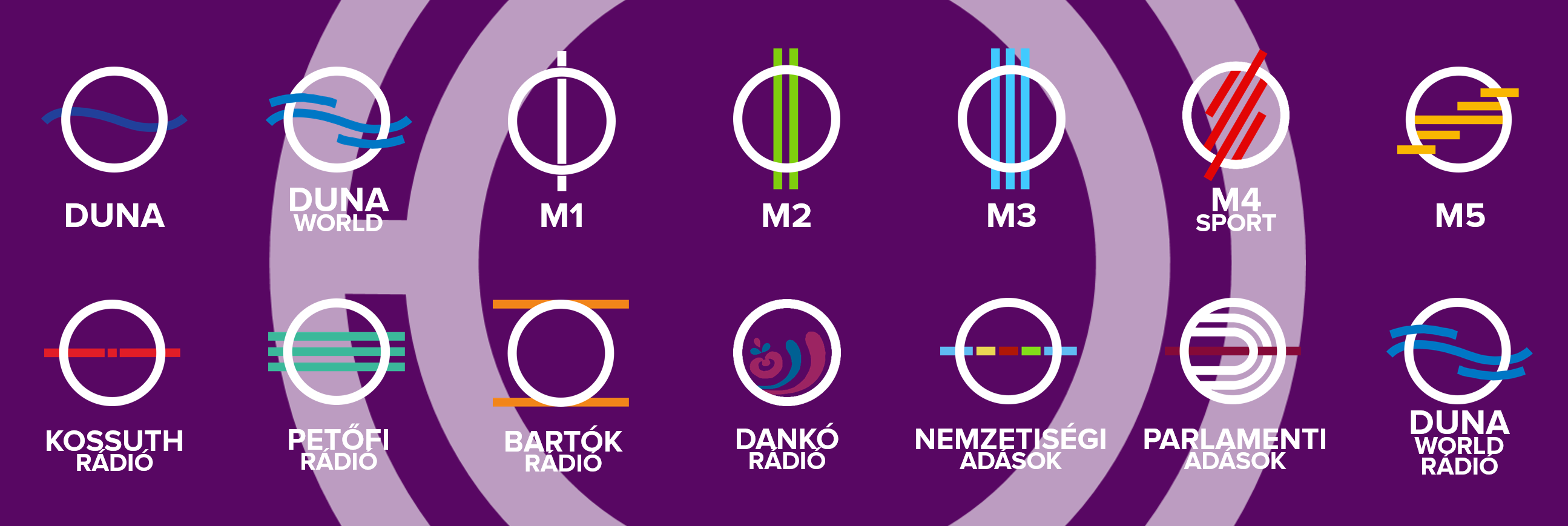
Portfolio MTVA

| Duna TV    | Duna je převážně zábavně-zpravodajský kanál, který má v Maďarsku tradici od roku 1992. V roce 2014 měl průměrnou sledovanost 3,23 %. Vysílá také v HD. |
| Duna World | Kanál pro Maďary žijící mimo Maďarsko. Je dostupný po celém světě. Začal vysílat v roce 2012. Vysílá také v HD. |
| M1         | 24hodinová zpravodajská stanice, vysílající po celý den zpravodajství a publicistiku. Byla spuštěna v roce 1957 jako první oficiálně vysílaný maďarský televizní kanál. Přes den vysílá zpravodajství každých 30 minut. Ráno vysílá ranní show, v podvečer různé magazíny a debatní pořady. V nočních hodinách vysílá zpravodajství v cizích jazycích (angličtina, němčina, čínština, ruština) a o půlnoci maďarskou hymnu. V roce 2015 byla průměrná sledovanost kanálu 3,9 %. Kanál vysílá také v HD. |
| M2         | Kanál pro děti a mládež. Od 5:00 do 20:15 funguje jako M2 a vysílá pořady pro děti z vlastní i zahraniční produkce. Mezi 20:15 a 5:00 se mění na M2 Petőfi TV a vysílá pořady pro mládež. Stanice vysílá od roku 1971 jako druhá maďarská televize, od roku 2012 se začala zaměřovat dětské programy. V roce 2014 byla průměrná sledovanost kanálu 2,85 %. Kanál vysílá také v HD. |
| M4 Sport   | Kanál vysílající sportovní přenosy. Vysílá např. Formule 1, WTCC, FIA ETRC, Red Bull Air Race, Liga mistrů UEFA, Superpohár UEFA, FIFA World Cup, Olympijské hry, Mistrovství světa v atletice a další sportovní akce. V roce byla průměrná sledovanost kanálu 3,2 %. Vysílá od roku 2015 a také v HD. |
| M5         | Kulturně-vzdělávací kanál. Vysílá od roku 2016 a také v HD. |

| Kossuth Rádió      | Hlavní informační stanice. Byla spuštěná roku 1924. Vysílá zpravodajství, kulturu, společenské akce i vědecké programy, v menší míře hudbu. |
| Petőfi Rádió       | Rádio oblíbené zejména u mladé populace, vysílající převážně současné hudební hity, pořady o lifestyle, kultuře a informace. Byla spuštěna roku 1933. |
| Bartók Rádió       | Rádio vysílající převážně vážnou hudbu, jazz, literaturu či rozhlasové hry. Byla spuštěna roku 1973. |
| Dankó Rádió        | Hudební rádio vysílající maďarskou hudbu, lidové písně či operetu. Je pojmenovaný po romském skladateli Dankó Pistovi. Kanál byl spuštěn v roce 2012. |
| Nemzetiségi adások | Rádio pro menšiny žijící v Maďarsku. V programových blocích pro Bulhary, Řeky, Chorvaty, Poláky, Němce, Armény, Romy, Rumuny, Rusíny, Srby, Slováky a Ukrajince vysílá zpravodajství, kultury, informační i náboženské pořady pro dané národnosti. Vysílá od roku 2007. |
| Parlamenti adások  | Živé vysílání z Parlamentu Maďarska. Byl spuštěn v roce 2007. |
| Duna World Rádió   | Program pro Maďary žijící ve světě, vysílá od roku 2012. |

### Magyar Táviroti Iroda
Maďarská státní informační a tisková agentura, vznikla již roku 1881.

### Internet
- Hirado.hu – populární zpravodajská portál
- Mediaklikk.hu – oficiální webové stránky MTVA
- M4sport.hu – oficiální stránky stanice M4

## Kritika
MTVA bývá často kritizována.[kým?] Objevují se názory, že MTVA slouží k propagandě maďarského předsedy vlády Viktora Orbána a jeho vládní strany Fidesz.[zdroj?] Cílem kritiky často bývá především zpravodajství, které má silně nahrávat právě Fideszu.[zdroj?]
V roce 2014 se například objevil případ údajné cenzury, kdy bylo podle redaktora MTVA na poslední chvíli změněno znění zpráv zpravodajské relace.[zdroj?]